# Мечетное (Покровский район)
Мечетное (укр. Мечетне) — село,
Орловский сельский совет,
Покровский район,
Днепропетровская область,
Украина.
Код КОАТУУ — 1224287809. Население по переписи 2001 года составляло 173 человека.

## Географическое положение
Село Мечетное находится на расстоянии в 0,5 км от сёл Гапоно-Мечетное и Солёное, в 1-м км от села Орлы.
По селу протекает пересыхающий ручей с запрудой.
Рядом проходит автомобильная дорога Н-15.